# Josef Kalenberg
Josef Kalenberg (Colònia, 7 de gener de 1886 - Viena, 8 de novembre de 1962) va ser un tenor alemany-austríac i membre de l'Òpera de l'Estat de Viena durant molt de temps. En aquest teatre també va ser nomenat Kammersänger. Els seus papers principals incloïen tots els papers de Wagner.
Després de formar-se en enginyeria elèctrica, va decidir orientar la seva carrera cap al cant i va ingressar al conservatori de Colònia. Va debutar el 1911 a l’òpera de la mateixa ciutat amb el paper de Turiddu a Cavalleria rusticana. Al llarg de la seva trajectòria, va actuar en diversos teatres alemanys: entre 1912 i 1916 al Teatre Municipal de Krefeld, del 1919 al 1921 al de Wuppertal-Barmen, de 1921 a 1925 a l'Òpera de Düsseldorf i, entre 1925 i 1927, a l'Òpera de Colònia.
El 1927 va debutar a l’Òpera Estatal de Viena amb Parsifal, on va cantar fins al 1942. Va participar en diverses estrenes i produccions destacades, com la primera representació de Die Bakchantinnen de Kurt Weill el 10 de juliol de 1931 i la seva interpretació del paper titular d’Idomeneo de Mozart en una nova producció a Viena el mateix any.
També va tenir una presència destacada en festivals internacionals: el 1928 va interpretar Tamino a Die Zauberflöte al festival de Salzburg, on també va cantar Florestan a Fidelio (1928-30) i Tristan (1935-36). Al festival de Zoppot, va actuar com a Walther von Stolzing (1929), Florestan i Tannhäuser (1933). A més, va fer aparicions al Teatre Alemany de Brno (1933), a l’Òpera d’Anvers (1935) i diverses vegades al Gran Teatre del Liceu de Barcelona.
Encara el 1949 va interpretar Tristan a l’Òpera Popular de Viena. El seu fill, Harry Kalenberg, va destacar com a actor i director.